# 巫丹
巫丹（1968年1月13日—），中国女子排球运动员。她在1988年夏季奥林匹克运动会中，参加了女子排球比赛并获得铜牌。1992年巴塞罗那奥运会中，她的药检测试结果呈阳性，不過據其描述原因是此前因病服用中藥所致。